# Jurassic 5

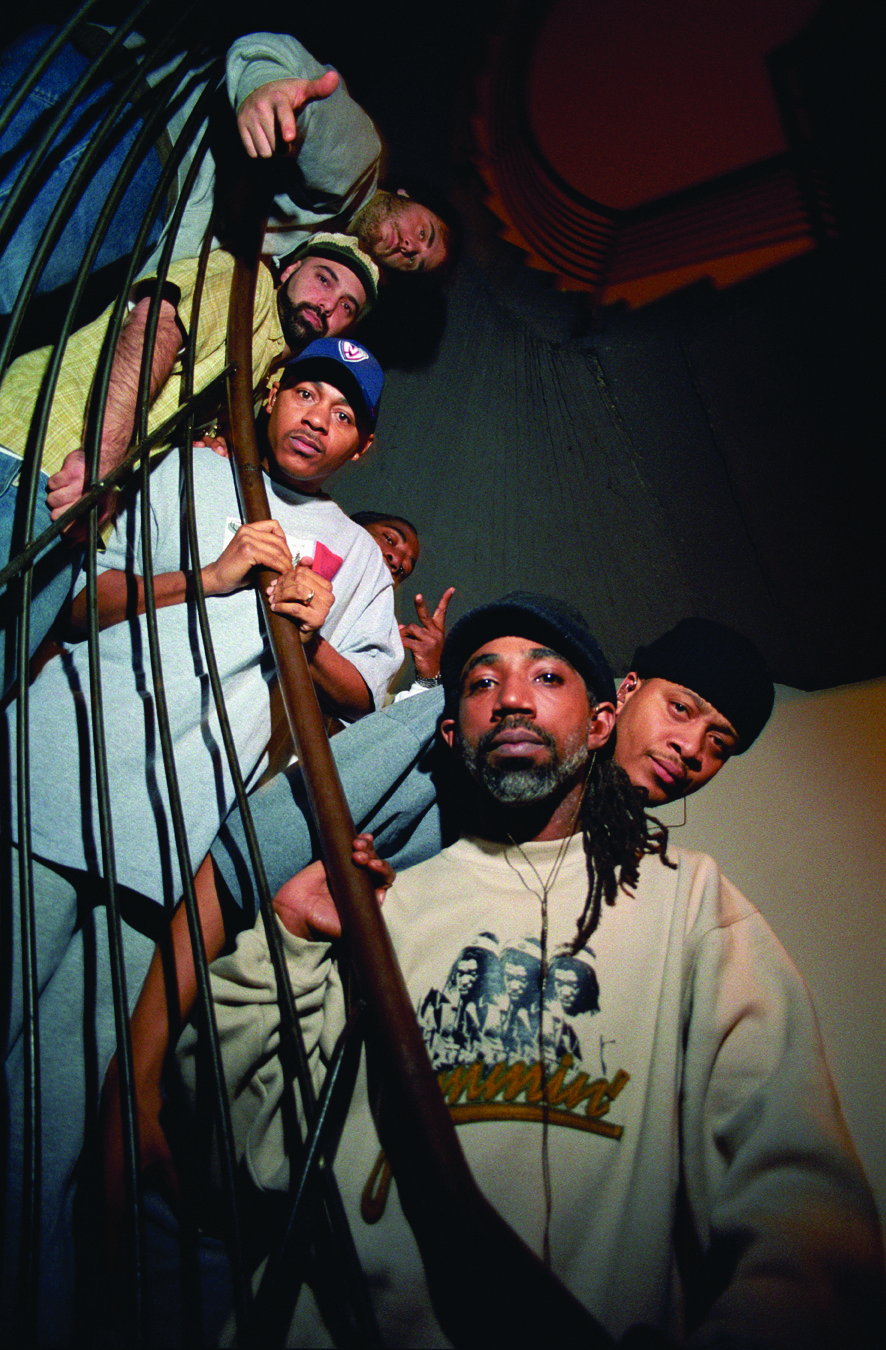
Jurassic 5 (2000)

Jurassic 5 (oder kurz J5) ist eine US-amerikanische Hip-Hop-Gruppe bestehend aus den Rappern Marc 7even, Chali 2na, Zaakir und Akil sowie den DJs DJ Nu-Mark und Cut Chemist.

## Geschichte
Die Gruppe, die sich aus zwei verschiedenen Crews rekrutierte, den Rebels of Rhythm und dem Unity Committee, wurde 1993 in Los Angeles, Kalifornien gegründet. Die Mitglieder trafen sich Anfang der 1990er-Jahre in dem in der Underground-Szene für seine Open-Mic-Sessions bekannten Good Life Café. Nach einem gemeinsam produzierten Track veröffentlichten sie 1995 ihre erste Single unter dem Namen Unified Rebelution für TVT-Records.
Die EP wurde schon kurz nach ihrer unabhängigen Veröffentlichung Ende 1997 als eines der frischesten Alben des Jahres bezeichnet. Der Sound von J5 klingt nach Old School und auch die Texte zeigen, was die Gruppe an Hip-Hop wichtig findet, nämlich Spaß an der Sache und ein soziales Bewusstsein. Sie verurteilt die blutigen Auseinandersetzungen, die in den Ghettos von Los Angeles nicht selten sind, und verzichtet auf Klischees wie Drogen, Gangster, Sex oder Gewalt. Ein gutes Beispiel ist der Track Concrete Schoolyard (Let's take it back to the concrete streets/Original beats from real live MCs), welcher der Truppe im November 1998 in England mit Platz 35 sogar eine überraschende Platzierung in den Charts verschaffte.
Es folgte ein Vertrag mit Interscope, ein Label, das eher für Künstler wie 50 Cent oder Dr. Dre steht, und eine Neuauflage der EP, die sich nochmals einige tausend Mal verkaufte. Jetzt wird Jurassic 5 zusammen mit Größen wie Mos Def und The Roots in einem Satz genannt.
Das nächste Album kam im Juni 2000. Fast sieben Jahre nach ihrem offiziellen Zusammenschluss stiegen sie gleich in mehreren Ländern in die Top 50 ein. Der Stil ähnelt der EP, der oft deutlich artikulierte Text und die charakteristischen Stimmen wie Chali 2na's tiefer Bass sorgen für den typischen J5-Sound, bei dem auch immer die typische Querflöte zu hören ist.
Mit vielen Touren und Auftritten bauten Jurassic 5 ihre Beliebtheit aus und Ende 2002 erschien ihr nächstes Album, Power in Numbers. Die Stimmung des Albums war etwas düsterer als die der Vorgänger, die Texte erwachsener. Schon im Intro werden Themen wie die dritte Welt oder die Verhältnisse in US-Gefängnissen angesprochen. Neben einigen Old-School Hymnen wie dem vielleicht bekanntesten Stück What's Golden wirkten auch bekannte andere Künstler wie Nelly Furtado und Big Daddy Kane mit, die zur Auflockerung beitragen.
Im Jahr 2006 verließ Cut Chemist die Band, um eine Solokarriere zu starten. Ohne ihn tourte die Band und nahm das Album Feedback auf, aus dem die Single Work it out, eine Kollaboration mit der Dave Matthews Band, ausgekoppelt wurde.
Anfang Februar 2007 gab Zaakir in einem Interview bekannt, dass sich Jurassic 5 nach ihrer Tour durch Australien und Japan trennten. Durch viele kleine Meinungsverschiedenheiten funktioniere das Konzept der Gruppe nicht mehr.
Im März 2014 gaben Jurassic 5 auf ihrer Webseite ihre Re-Union bekannt. Zwei Monate später veröffentlichte die Gruppe mit dem von Heavy D produzierten Song The Way We Do It den ersten Track nach ihrer Wiedervereinigung auf Youtube und Facebook.

## Diskografie

### Studioalben
| Jahr | Titel            | Höchstplatzierung, Gesamtwochen, AuszeichnungChartplatzierungen (Jahr, Titel, Platzierungen, Wochen, Auszeichnungen, Anmerkungen) | Höchstplatzierung, Gesamtwochen, AuszeichnungChartplatzierungen (Jahr, Titel, Platzierungen, Wochen, Auszeichnungen, Anmerkungen) | Höchstplatzierung, Gesamtwochen, AuszeichnungChartplatzierungen (Jahr, Titel, Platzierungen, Wochen, Auszeichnungen, Anmerkungen) | Höchstplatzierung, Gesamtwochen, AuszeichnungChartplatzierungen (Jahr, Titel, Platzierungen, Wochen, Auszeichnungen, Anmerkungen) | Höchstplatzierung, Gesamtwochen, AuszeichnungChartplatzierungen (Jahr, Titel, Platzierungen, Wochen, Auszeichnungen, Anmerkungen) | Anmerkungen                           |
| Jahr | Titel            | DE | AT | CH | UK | US | Anmerkungen                           |
| ---- | ---------------- | --- | --- | --- | --- | --- | ------------------------------------- |
| 1998 | Jurassic 5       | — | — | — | UK70 Gold · (2 Wo.)UK | — | Erstveröffentlichung: 1. Juni 1998    |
| 2000 | Quality Control  | — | — | — | UK23 Gold · (7 Wo.)UK | US43 (15 Wo.)US | Erstveröffentlichung: 6. Juni 2000    |
| 2002 | Power in Numbers | — | — | CH96 (1 Wo.)CH | UK46 Gold · (3 Wo.)UK | US15 (12 Wo.)US | Erstveröffentlichung: 8. Oktober 2002 |
| 2006 | Feedback         | — | — | CH25 (8 Wo.)CH | UK59 (2 Wo.)UK | US15 (8 Wo.)US | Erstveröffentlichung: 25. Juli 2006   |

EPs
- 1997: Jurassic 5

### Singles
| Jahr | Titel Album                    | Höchstplatzierung, Gesamtwochen, AuszeichnungChartplatzierungen (Jahr, Titel, Album, Platzierungen, Wochen, Auszeichnungen, Anmerkungen) | Höchstplatzierung, Gesamtwochen, AuszeichnungChartplatzierungen (Jahr, Titel, Album, Platzierungen, Wochen, Auszeichnungen, Anmerkungen) | Höchstplatzierung, Gesamtwochen, AuszeichnungChartplatzierungen (Jahr, Titel, Album, Platzierungen, Wochen, Auszeichnungen, Anmerkungen) | Höchstplatzierung, Gesamtwochen, AuszeichnungChartplatzierungen (Jahr, Titel, Album, Platzierungen, Wochen, Auszeichnungen, Anmerkungen) | Höchstplatzierung, Gesamtwochen, AuszeichnungChartplatzierungen (Jahr, Titel, Album, Platzierungen, Wochen, Auszeichnungen, Anmerkungen) | Anmerkungen                        |
| Jahr | Titel Album                    | DE | AT | CH | UK | US | Anmerkungen                        |
| ---- | ------------------------------ | --- | --- | --- | --- | --- | ---------------------------------- |
| 1998 | Jayou Jurassic 5               | — | — | — | UK56 (2 Wo.)UK | — | Erstveröffentlichung: Juli 1998    |
| 1998 | Concrete Schoolyard Jurassic 5 | — | — | — | UK35 Silber · (3 Wo.)UK | — | Erstveröffentlichung: Oktober 1998 |

## Auszeichnungen für Musikverkäufe
| Goldene Schallplatte - Neuseeland - 2008: für das Album Quality Control |

Anmerkung: Auszeichnungen in Ländern aus den Charttabellen bzw. Chartboxen sind in ebendiesen zu finden.
| Land/RegionAuszeichnungen für Musikverkäufe (Land/Region, Auszeichnungen, Verkäufe, Quellen) | Silber  | Gold     | Platin | Verkäufe | Quellen          |
| -------------------------------------------------------------------------------------------- | ------- | -------- | ------ | -------- | ---------------- |
| Neuseeland (RMNZ)                                                                            | —       | Gold1    | —      | 7.500    | radioscope.co.nz |
| Vereinigtes Königreich (BPI)                                                                 | Silber1 | 3× Gold3 | —      | 500.000  | bpi.co.uk        |
| Insgesamt                                                                                    | Silber1 | 4× Gold4 | —      |          |                  |